# Limpeziș
Limpeziș – wieś w Rumunii, w okręgu Buzău, w gminie Movila Banului. W 2011 roku liczyła 1102 mieszkańców.